# Pierre Savorgnan de Brazza
Pierre Paul François Camille Savorgnan de Brazza (eller Pietro Savorgnan di Brazzà), född 26 januari 1852 i Rom, död 14 september 1905 i Dakar, var en italiensk-fransk greve och upptäcktsresande. Han utforskade stora delar av Centralafrika för Frankrikes räkning och grundlade Brazzaville, idag huvudstad i Republiken Kongo.

## Biografi
Brazza tillhörde en gammal italiensk släkt. Han var bror till upptäcktsresanden Giacomo Savorgnan de Brazza. År 1868 ägnade han sig åt fransk sjökrigstjänst, och han fick 1874 franskt medborgarskap.
Brazzas främsta upptäcktsresa riktade sig mot Kongofloden och dess avrinningsområde i Afrika. I augusti 1875 inskeppade sig Brazza jämte läkaren Noël Ballay i Bordeaux för att genomforska övre Ogooué-flodens lopp (dagens Gabon). De bereste en del av denna flod, varefter Brazza trängde in i mpongwe-folkets land, upptäckte Kongos biflod Alima samt återvände till kusten, sedan han uppmätt Okanga.
Den 30 november 1878 anlände han till Gabon. Efter en längre tids sjukdom återupptog Brazza på franska regeringens uppdrag i december 1879 sina upptäcktsresor i samma trakter. Han upprättade därvid stationen Franceville, nådde den 8 september 1880 Kongo-floden och anlade där Brazzaville, som skulle bli utgångspunkt för den franska ångbåtsfarten på Kongo. Han tog även denna del av floden i besittning för Frankrikes räkning. Han gjorde därefter flera mindre resor i denna nejd samt återvände till Frankrike på våren 1882. Där godkände nationalförsamlingen hans fördrag med den svarta lokalbefolkningen, han fick 1 275 000 francs till nya resor och anläggning av nya stationer och utnämndes till regeringskommissarie i västra Ekvatorial-Afrika.
Sedan han återvänt till detta land, fick han grunda ett tjugotal nya stationer, utvidga kolonin, anlägga vägar, ordna ångbåtsfarten på Alima och Ogooué samt genomforska och kartlägga det dåvarande franska Kongo, till vars generalkommissarie han 1886 utnämndes.
År 1897 återvände han till Frankrike och levde där som privatman, tills regeringen 1905 sände honom att företa en undersökning om förvaltningsmissbruken i franska Kongo. Brazza avled i febersjukdom i Dakar vid 53 års ålder.